# 1258
Il 1258 (MCCLVIII in numeri romani) è un anno  del XIII secolo.

## Eventi
- Sconvolgimenti climatici causati dall'esplosione, nel tardo 1257, del vulcano Samalas sull'isola di Lombok, in Indonesia, causano una grave carestia in Europa nel corso del 1258.[1]
- 10 febbraio- Il condottiero mongolo Hülëgü conquista Baghdad, la devasta e, mettendo a morte il 20 febbraio l'ultimo Califfo al-Musta'sim, pone per sempre fine al califfato abbaside; da qui inizierà il governo dei Mamelucchi.
- 4 agosto - Pace di Sant'Ambrogio: trattato di pace che fece definitivamente tramontare il rischio della guerra civile tra popolo (Commune populi) e nobili (Commune militum), all'interno del Comune di Milano.
- 11 agosto- a Palermo Manfredi viene incoronato re di Sicilia

## Nati
- 12 maggio - Sancho IV di Castiglia, sovrano spagnolo († 1295)
- 7 dicembre - Trần Nhân Tông, imperatore vietnamita († 1308)
- Arghun, sovrano mongolo († 1291)
- Gioacchino da Siena, religioso italiano († 1305)
- Ferrantino Malatesta, condottiero italiano († 1353)
- Lady Nijō, scrittrice e poetessa giapponese
- Pietro d'Anzola, notaio e giurista italiano († 1312)
- Ugo II di Blois-Châtillon, conte († 1307)
- Neil Campbell, nobile e cavaliere medievale scozzese († 1315)

## Morti
- 20 febbraio - Al-Musta'sim, califfo (n. 1213)
- 26 marzo - Fiorenzo de Voogt
- 5 aprile - Giuliana di Cornillon, mistica belga
- 2 giugno - Edmondo de Lacy, nobile inglese (n. 1230)
- 2 giugno - Pietro del Portogallo, conte di Urgell, conte (n. 1187)
- 15 giugno - Ada d'Olanda, badessa tedesca (n. 1208)
- 22 luglio - Mainardo I di Tirolo-Gorizia, conte (n. 1194)
- 18 agosto - Teodoro II Lascaris, imperatore bizantino (n. 1221)
- 23 agosto - Alice di Mâcon, contessa
- 25 agosto - Giorgio Muzalon, funzionario bizantino
- 12 settembre - Tesauro Beccaria, cardinale e santo italiano
- 18 ottobre - Borrello d'Agnone, nobile italiano
- Abu Yahya ibn Abd al-Haqq, sultano
- Anna Angelina Comnena Ducas, bizantina
- Ugo de' Borgognoni, medico italiano (n. 1180)
- Guillaume de Chateauneuf
- Lanfranco Cigala, trovatore, giurista e diplomatico italiano
- Walter Comyn, nobile e politico scozzese
- Fulk III FitzWarin, nobile normanno
- Ginepro, religioso italiano
- Guglielmo III Salusio VI
- Margherita di Namur, nobile francese (n. 1196)
- Aldobrandino Ottoboni, politico italiano
- Abu l-Hasan al-Shadhili, mistico berbero (n. 1196)
- Angelo Tancredi, francescano italiano
- Bartolomeo da Brescia, teologo e giurista italiano
- Rosso dalla Turca, militare italiano
- Alferio de Alferis, vescovo cattolico italiano
- Robert de la Piere, francese
- Brancaleone degli Andalò, politico italiano (n. 1220)
- Fujiwara no Tomoie, poeta giapponese (n. 1182)

## Calendario
| Calendario 1258 | Calendario 1258 | Calendario 1258 | Calendario 1258 | Calendario 1258 | Calendario 1258 | Calendario 1258 | Calendario 1258 | Calendario 1258 | Calendario 1258 | Calendario 1258 | Calendario 1258 | Calendario 1258 | Calendario 1258 | Calendario 1258 | Calendario 1258 | Calendario 1258 | Calendario 1258 | Calendario 1258 | Calendario 1258 | Calendario 1258 | Calendario 1258 | Calendario 1258 | Calendario 1258 | Calendario 1258 | Calendario 1258 | Calendario 1258 | Calendario 1258 | Calendario 1258 | Calendario 1258 | Calendario 1258 | Calendario 1258 | Calendario 1258 |
| --------------- | --------------- | --------------- | --------------- | --------------- | --------------- | --------------- | --------------- | --------------- | --------------- | --------------- | --------------- | --------------- | --------------- | --------------- | --------------- | --------------- | --------------- | --------------- | --------------- | --------------- | --------------- | --------------- | --------------- | --------------- | --------------- | --------------- | --------------- | --------------- | --------------- | --------------- | --------------- | --------------- |
|                 | 1               | 2               | 3               | 4               | 5               | 6               | 7               | 8               | 9               | 10              | 11              | 12              | 13              | 14              | 15              | 16              | 17              | 18              | 19              | 20              | 21              | 22              | 23              | 24              | 25              | 26              | 27              | 28              | 29              | 30              | 31              |                 |
| Gennaio         | Ma              | Me              | Gi              | Ve              | Sa              | Do              | Lu              | Ma              | Me              | Gi              | Ve              | Sa              | Do              | Lu              | Ma              | Me              | Gi              | Ve              | Sa              | Do              | Lu              | Ma              | Me              | Gi              | Ve              | Sa              | Do              | Lu              | Ma              | Me              | Gi              |                 |
| Febbraio        | Ve              | Sa              | Do              | Lu              | Ma              | Me              | Gi              | Ve              | Sa              | Do              | Lu              | Ma              | Me              | Gi              | Ve              | Sa              | Do              | Lu              | Ma              | Me              | Gi              | Ve              | Sa              | Do              | Lu              | Ma              | Me              | Gi              |                 |                 |                 |                 |
| Marzo           | Ve              | Sa              | Do              | Lu              | Ma              | Me              | Gi              | Ve              | Sa              | Do              | Lu              | Ma              | Me              | Gi              | Ve              | Sa              | Do              | Lu              | Ma              | Me              | Gi              | Ve              | Sa              | Do              | Lu              | Ma              | Me              | Gi              | Ve              | Sa              | Do              |                 |
| Aprile          | Lu              | Ma              | Me              | Gi              | Ve              | Sa              | Do              | Lu              | Ma              | Me              | Gi              | Ve              | Sa              | Do              | Lu              | Ma              | Me              | Gi              | Ve              | Sa              | Do              | Lu              | Ma              | Me              | Gi              | Ve              | Sa              | Do              | Lu              | Ma              |                 |                 |
| Maggio          | Me              | Gi              | Ve              | Sa              | Do              | Lu              | Ma              | Me              | Gi              | Ve              | Sa              | Do              | Lu              | Ma              | Me              | Gi              | Ve              | Sa              | Do              | Lu              | Ma              | Me              | Gi              | Ve              | Sa              | Do              | Lu              | Ma              | Me              | Gi              | Ve              |                 |
| Giugno          | Sa              | Do              | Lu              | Ma              | Me              | Gi              | Ve              | Sa              | Do              | Lu              | Ma              | Me              | Gi              | Ve              | Sa              | Do              | Lu              | Ma              | Me              | Gi              | Ve              | Sa              | Do              | Lu              | Ma              | Me              | Gi              | Ve              | Sa              | Do              |                 |                 |
| Luglio          | Lu              | Ma              | Me              | Gi              | Ve              | Sa              | Do              | Lu              | Ma              | Me              | Gi              | Ve              | Sa              | Do              | Lu              | Ma              | Me              | Gi              | Ve              | Sa              | Do              | Lu              | Ma              | Me              | Gi              | Ve              | Sa              | Do              | Lu              | Ma              | Me              |                 |
| Agosto          | Gi              | Ve              | Sa              | Do              | Lu              | Ma              | Me              | Gi              | Ve              | Sa              | Do              | Lu              | Ma              | Me              | Gi              | Ve              | Sa              | Do              | Lu              | Ma              | Me              | Gi              | Ve              | Sa              | Do              | Lu              | Ma              | Me              | Gi              | Ve              | Sa              |                 |
| Settembre       | Do              | Lu              | Ma              | Me              | Gi              | Ve              | Sa              | Do              | Lu              | Ma              | Me              | Gi              | Ve              | Sa              | Do              | Lu              | Ma              | Me              | Gi              | Ve              | Sa              | Do              | Lu              | Ma              | Me              | Gi              | Ve              | Sa              | Do              | Lu              |                 |                 |
| Ottobre         | Ma              | Me              | Gi              | Ve              | Sa              | Do              | Lu              | Ma              | Me              | Gi              | Ve              | Sa              | Do              | Lu              | Ma              | Me              | Gi              | Ve              | Sa              | Do              | Lu              | Ma              | Me              | Gi              | Ve              | Sa              | Do              | Lu              | Ma              | Me              | Gi              |                 |
| Novembre        | Ve              | Sa              | Do              | Lu              | Ma              | Me              | Gi              | Ve              | Sa              | Do              | Lu              | Ma              | Me              | Gi              | Ve              | Sa              | Do              | Lu              | Ma              | Me              | Gi              | Ve              | Sa              | Do              | Lu              | Ma              | Me              | Gi              | Ve              | Sa              |                 |                 |
| Dicembre        | Do              | Lu              | Ma              | Me              | Gi              | Ve              | Sa              | Do              | Lu              | Ma              | Me              | Gi              | Ve              | Sa              | Do              | Lu              | Ma              | Me              | Gi              | Ve              | Sa              | Do              | Lu              | Ma              | Me              | Gi              | Ve              | Sa              | Do              | Lu              | Ma              |                 |